# Vlkoš (ort i Tjeckien, Södra Mähren)
Vlkoš är en ort i Tjeckien.   Den ligger i regionen Södra Mähren, i den sydöstra delen av landet, 230 km sydost om huvudstaden Prag. Vlkoš ligger 193 meter över havet och antalet invånare är 1 052.
Terrängen runt Vlkoš är huvudsakligen platt, men norrut är den kuperad.Runt Vlkoš är det ganska tätbefolkat, med 111 invånare per kvadratkilometer. Närmaste större samhälle är Kyjov, 3,8 km nordväst om Vlkoš. Trakten runt Vlkoš består till största delen av jordbruksmark.